# Mariamna
Mariamne es un nombre de uso frecuente en la Casa real herodiana. En griego es deletreado Μαριάμη' (Mariame) por Josefo; en algunas ediciones de su obra la segunda m está duplicada (Mariamme).  En copias posteriores de esas ediciones la grafía fue disimilada a su forma ahora más común, Mariamne.  En hebreo, Mariamne se conoce como מִרְיָם, (Miriam), como en el nombre bíblico (ver Miriam, la hermana de Moisés y Aarón); Mariamne es la versión helenizada del hebreo, ya que el griego koiné era una lengua común a finales de la época asmonea en Judea (junto con el  arameo), donde vivieron ambas Mariamnes.
Para los lectores gnósticos Mariamne también es reconocida como posiblemente María Magdalena. François Bovon, profesor de historia de la religión en la Universidad de Harvard, ha teorizado basándose en su estudio de los Hechos de Felipe (que describe a los apóstol Felipe como hermano de "Mariamne" o "Mariamme") que Mariamene, o Mariamne, era el nombre real de María Magdalena. María/Mariam era un nombre común en el Israel del siglo I, sin embargo, no todas las Marías o Mariams se llamaban Mariamne.  Los apodos se utilizaban a menudo para distinguir entre aquellos con nombres comunes (María, José, etc.).  
Entre las poseedoras se incluyen:
- Mariamna I, también conocida como segunda esposa de Herodes
- Mariamna II , también conocida como tercera esposa de Herodes
- Mariamna III, hermana de Herodías
- Mariamna (hija de Herodes Agripa I), hija de Herodes Agripa I
- Mariamna, hermana del Apóstol Felipe.
- Olivia Mariamne Devenish (1771-1814), socialité británica
- Mariamne Johnes (1784-1811), hija de Thomas Johnes, Hafod, Gales